# 出門英
出門 英（でもん ひで、1942年〈昭和17年〉12月15日 - 1990年〈平成2年〉6月17日）は、日本の歌手、作曲家（作詞家の担当も有り）、俳優。本名は加藤秀男（かとうひでお）。夫婦デュオ「ヒデとロザンナ」の一人として知られる。血液型A型。
妻は歌手でテレビタレントのロザンナ、長男は音楽家・画家の加藤士門（しもん）。次男はミュージシャンの加藤来門（らいもん）。長女はモデルの万梨音（まりおん）。

## 経歴
東京府出身。中央大学中退後、ポニー音楽スクール卒。
水木 英二（みずき えいじ）の芸名で日活第6期ニューフェースに合格後、日活での約1年間の俳優活動と並行して1962年にソロ歌手として『東京ロマンチックガイ』で東芝レコードからデビュー。
その後、出門 ヒデと改名し、1966年に佐藤由紀と「ユキとヒデ」を結成・活動したが解散。なお、佐藤由紀は後に藤ユキ、さらにアン真理子として再デビュー、「悲しみは駈け足でやってくる」を1969年にヒットさせる。
1968年に、後に妻となるイタリア出身のロザンナ・ザンボンとの男女デュオ「ヒデとロザンナ」を結成。デビュー曲の『愛の奇跡』が大ヒットして、一躍売れっ子歌手の仲間入りを果たす。以降も『愛は傷つきやすく』（1970年）などヒット曲を連発し、1975年2月にロザンナと結婚。
作曲家としても小柳ルミ子に『星の砂』（1977年、作詞は関口宏）を担当し、同年の大ヒットと成る。ほか小柳は『湖の祈り』（1977年）、『螢火』（1980年）、また森昌子へ『彼岸花』（1978年）などを提供した。
俳優としてもテレビドラマでは『必殺仕事人V・旋風編』や『毎度おさわがせします』（第3シリーズ）、映画では『光る女』『東京上空いらっしゃいませ』等の相米慎二監督作品に出演した。
1989年7月にNHKテレビ『思い出のメロディー』のリハーサル中、突如原因不明のひどい下痢に見舞われる。一旦下痢は治まったものの、同年10月に下痢が再発しながらも病院に行かず仕事を続けていた。ようやく年末になって医師の診察を受けた結果、結腸がんと判明（妻のロザンナは出門本人にがんの告知せず）、翌1990年1月に緊急入院。しかし手術時には既にリンパ節・腹膜にも転移が判明、末期がんの段階にあり手遅れの状態だった。同年3月に一時退院し、15日に妻と共に次男の小学校の卒業式に出席。3月17日には出門自らが経営していたゴルフショップの新ブランドの発表会の記者会見を行う。しかし出門の身体は明らかに急激に痩せ、目をサングラスで隠すなどをしており、これが出門の最後の公の場になった。同年4月高熱により再入院、診断の結果結腸がんが肺にまで転移していることが判明した。
敬虔なカトリック信者の妻や子らの「生まれ変わっても家族でありたい」という願いもあり洗礼を受ける。死の2日前に大量吐血し意識不明の重体に陥り、1990年6月17日午後8時38分に入院先の東京都内の病院で死去。47歳没。葬儀は三軒茶屋カトリック教会で執り行われた。死去の8日前に公開された映画『東京上空いらっしゃいませ』が遺作となった。墓所は東京都あきる野市の築地本願寺西多摩霊園にある。

## 人物
- 実母をがんで早く亡くしたこともあり、がんの研究・啓発活動や基金事業にも積極的に活動していた。
- ステーキを始めとする肉類の食品が大好物で、250gのレア肉をほぼ毎日のように食べていた。付け合わせの野菜はほとんど手をつけず、典型的な「食肉好きで野菜嫌い」の食習慣だった。

## ディスコグラフィ
- ユキとヒデとしての作品については「ユキとヒデ#ディスコグラフィ」、
ヒデとロザンナとしての作品については「ヒデとロザンナ#ディスコグラフィ」を参照。

### シングル
- 水木英二名義（東芝レコード）

| # | 発売日      | 曲順 | タイトル             | 作詞       | 作曲       | 編曲     | 規格品番 |
| - | ----------- | ---- | -------------------- | ---------- | ---------- | -------- | -------- |
| 1 | 1962年 12月 | A面  | 東京ロマンチックガイ | へてなたつ | へてなたつ | 萩原哲晶 | JP-1467  |
| 1 | 1962年 12月 | B面  | 夢に生きる男         | 東逸平     | へてなたつ | 萩原哲晶 | JP-1467  |
| 2 | 1963年 6月  | A面  | 思い出を消して行こう | 東逸平     | 服部良一   | 服部良一 | JP-1552  |
| 2 | 1963年 6月  | B面  | 可愛いにくい奴       | 東逸平     | 萩原哲晶   | 萩原哲晶 | JP-1552  |

- 出門英名義

| # | 発売日          | 曲順 | タイトル             | 作詞       | 作曲     | 編曲         | レーベル      | 規格品番  |
| - | --------------- | ---- | -------------------- | ---------- | -------- | ------------ | ------------- | --------- |
| 1 | 1975年 11月     | A面  | いつの日か人に語ろう | 有馬三恵子 | 中村泰士 | あかのたちお | リプリーズ    | L-1285R   |
| 1 | 1975年 11月     | B面  | 夜のどこかで         | 有馬三恵子 | 中村泰士 | 馬飼野俊一   | リプリーズ    | L-1285R   |
| 2 | 1979年 11月28日 | A面  | きみこそ旅人         | 門谷憲二   | 出門英   | 戸塚修       | DISCO VOLANTE | DVR-3     |
| 2 | 1979年 11月28日 | B面  | 母なる河             | 中村小太郎 | 出門英   | 東海林修     | DISCO VOLANTE | DVR-3     |
| 3 | 1980年 4月10日  | A面  | 愛という出逢い       | 喜多條忠   | 出門英   | 中川昌       | DISCO VOLANTE | DVR-4     |
| 3 | 1980年 4月10日  | B面  | きみこそ旅人         | 門谷憲二   | 出門英   | 戸塚修       | DISCO VOLANTE | DVR-4     |
| 4 | 1982年 1月25日  | A面  | 黄色い花             | 嶺岸未来   | 前田憲男 | 前田憲男     | DISCO VOLANTE | DVR-1502  |
| 4 | 1982年 1月25日  | B面  | 花でもあれば         | 嶺岸未来   | 前田憲男 | 前田憲男     | DISCO VOLANTE | DVR-1502  |
| 5 | 1984年 11月28日 | A面  | 野風増               | 伊奈二朗   | 山本寛之 | 石田勝範     | DISCO VOLANTE | DVR-1504  |
| 5 | 1984年 11月28日 | B面  | 男のポケット         | 高田ひろお | 壇一郎   | 喜納政明     | DISCO VOLANTE | DVR-1504  |
| 6 | 1988年 8月25日  | A面  | 黄昏に愛をこめて     | ありそのみ | 佐藤健   | 船山基紀     | DISCO VOLANTE | 07L7-4009 |
| 6 | 1988年 8月25日  | B面  | 野風増               | 伊奈二朗   | 山本寛之 | 石田勝範     | DISCO VOLANTE | 07L7-4009 |
| 7 | 1990年 3月25日  | 01   | BIRDIES NIGHT        | 佐々木誠   | 佐々木誠 | 佐々木誠     | DISCO VOLANTE | WPDL-1504 |
| 7 | 1990年 3月25日  | 02   | 25000回のキッス      | 佐々木誠   | 佐々木誠 | 佐々木誠     | DISCO VOLANTE | WPDL-1504 |

### タイアップ曲
| 年     | 楽曲                 | タイアップ                                        |
| ------ | -------------------- | ------------------------------------------------- |
| 1975年 | いつの日か人に語ろう | フジテレビ系テレビドラマ『痛快!河内山宗俊』挿入歌 |
| 1979年 | きみこそ旅人         | 日本テレビ系テレビドラマ『おだいじに』主題歌      |
| 1980年 | 愛という出逢い       | 日本テレビ系テレビドラマ『おだいじに』挿入歌      |

## 楽曲提供
- ユキとヒデ
  - 『白い波』『長い夜』（1967年、作詞）

- ヒデとロザンナ
  - 『笑ってごらん子供のように』（1970年、作曲）
  - 『愛にふりむいて』『心のラブ・ソングを』（1976年、作曲）
  - 『想い出に鍵をかけて』『追想』『心を許して』（1977年、作曲）
  - 『あなたとともに』『愛の嵐』（1978年、作曲）
  - 『ロンリーウーマン』『今さよならしたら』『気をつけなさい』『愛のハーモニー』（1979年、作曲）
  - 『とまどい坂』『情愛』（1980年、作曲）
  - 『お天気いいですか!!』（1983年、作曲）
  - 『愛はいつまでも』（1989年、作曲）

- 秋庭豊とアローナイツ
  - 『赤い夕陽に影を見た』『夏・女・一人』（1978年、作曲）

- 小野寺昭
  - 『愛』『愛という出会い』（1979年、作曲）

- 小柳ルミ子
  - 『星の砂』『湖の祈り』（1977年、作曲）
  - 『螢火』（1980年、作曲）

- 森昌子
  - 『彼岸花』（1978年、作曲）
  - 『夕子の四季』『幸・あなたとともに』（1979年、作曲）

- 湯原昌幸
  - 『今にわかるわ』（1971年、作曲）

## 出演

### 映画
- 1963年08月25日 霧子のタンゴ （水木英二名義）
- 1977年02月14日 わんぱくパック
- 1984年07月14日 アニメちゃん
- 1987年10月12日 ゴンドラ
- 1987年10月24日 光る女
- 1988年08月13日 ぼくらの七日間戦争
- 1990年06月09日 東京上空いらっしゃいませ

### テレビ番組
- 1974年3月28日 - 非情のライセンス 第1シリーズ 第52話（最終話）「兇悪」安原誠 役
- 1974年4月24日 - 特別機動捜査隊 第651話「姿なき脅迫者」粕谷慎一 役
- 1975年6月9日 - プレイガールQ 第36話 冠吾郎 役
- 1975年10月5日 - 12月28日 爆笑パニック!体当たり60分 - レギュラー
- 1975年10月6日 - 1976年3月29日 痛快!河内山宗俊 - 片岡直次郎 役
  - 挿入歌「いつの日か人に語ろう」（リプリーズ）も歌っている。
- 1986年11月7日 - 1987年3月6日 必殺仕事人V・旋風編 （朝日放送、松竹）- 夜鶴の銀平 役
- 1987年1月27日 - 5月26日 毎度おさわがせします3
- 1987年7月23日 木曜ゴールデンドラマ「愛と青春の挽歌」
- オールスター家族対抗歌合戦（フジテレビ）-審査員と、オープニングテーマ「笑ってごらん」・エンディングテーマ「愛・愛・愛」の歌唱

#### 司会
- ズバリ!当てましょう（フジテレビ）
- 日本縦断クイズ合戦（TBS）
- 全国ジュニア歌謡選抜（毎日放送）
- ミュージック・ボンボン（読売テレビ）

## 著書
- ヒデとロザンナの きのう今日あした（共著ロザンナ・ザンボン、婦人生活社、1984年12月）

## 出門英役を演じた俳優
- 神田正輝（1991年6月17日、TBS、ヒデとロザンナ物語 愛の奇跡）